# Dayworld (trilogie)
Dayworld este o trilogie science fiction scrisă de Philip José Farmer. Acțiunea se petrece într-un viitor distopic, în care fiecărui om i se permite să trăiască doar o zi pe săptămână, pentru soluționarea crizei globale a suprapopulării. Pe timpul celorlalte șase zile, el este stonat, adică se află într-o stare de animație suspendată. Romanele seriei urmăresc viața unui "om de marți", Jeff Caird, care devine un spărgător de zi, adică o persoană care trăiește mai mult de o singură zi pe săptămână. Pe măsură ce trece timpul, protagonistul începe să sufere din cauza dedublării personalității.
Trilogia se bazează pe o povestire a sa anterioară, „Marți, oamenii sunt sparți, miercuri, oamenii sunt cercuri”, din 1971.

## Componența trilogiei
Romanele care compun trilogia sunt:
- Dayworld (1985)
- Rebelul din Dayworld (1987)
- Dayworld terminus (1990)

## Povestea
Cartea începe în Z5-S1 (Ziua-Cinci, Săptămâna-Unu) a celei de-a doua luni din anul Noii Ere 1330 (stil vechi - 3414). Jeff Caird este un 'organic' (ofițer de poliție) și un "om de marți". În fiecare zi a săptămânii, organicii au o altă personalitate și, de asemenea, fiecare zi a săptămânii are o altă modă, alte spectacole TV, alte știri, etc., fiecare om având habar doar despre lucrurile care aparțin zilei sale. Dar Jeff Caird este un spărgător de zi și, în afară de asta, un immer. Immerii sunt un grup de rebeli ascunși împotriva guvernului, al căror scop este de a se infiltra, subtil și lent, în eșaloanele superioare și medii ale commonwealth-ului, schimbând în bine guvernarea. Immerii sunt prezenți în fiecare aspect al societății din fiecare zi a săptămânii. Spărgător de zi și immer, Jeff Caird trimite mesaje de la o zi la alta, între diferitele personalități pe care le îmbracă. Aceste personalități mentale create de el diferă de la o zi la alta a săptămânii, având slujbe diferite, prieteni diferiți și soții diferite. În fiecare noapte el intră în stoner, un dispozitiv în care fiecare cetățean trebuie să se afle la 11:30 PM pentru a fi stonat pe durata unei săptămâni, trezindu-se a doua zi la 0:15 AM cu personalitatea corespunzătoare noii zile.
Totul decurge bine pentru Caird până când poliția pornește pe urmele lui, intenționând să îi spele creierul nu doar pentru că încălcase toate regulile, ci și pentru ceea ce știe. Schimbându-și personalitatea în William Duncan, el ajunge să dețină toate cheile lanțurilor care leagă sistemul Dayworld. Decis să îl distrugă, el este nevoit să se ascundă, să lupte, să ucidă și să reziste suficient de mult timp în libertate.